# Lothíriel
Lothíriel es un personaje ficticio que forma parte del legendarium creado por el escritor británico J. R. R. Tolkien y que aparece en la novela El Señor de los Anillos (específicamente en los apéndices de esta novela). Era una princesa de Dol Amroth, localidad costera de Gondor y capital de la región de Belfalas. A los 21 años se transformó en la esposa del rey Éomer de Rohan, por lo que se convirtió en la reina consorte de ese país. Era hija del príncipe Imrahil de Dol Amroth, pero su madre no es conocida. Lothíriel nació en el año 2999 de la Tercera Edad del Sol y tuvo además tres hermanos mayores: Elphir, Erchirion y Amrothos. Además era prima de Boromir y Faramir.
Su casamiento con Éomer fue en 3021 T. E. y tuvieron juntos un hijo, llamado Elfwine, que se convertiría en el decimonoveno rey de los rohirrim tras la muerte de su padre en el año 63 de la Cuarta Edad del Sol. El año en el que ella murió es desconocido.